# 大陸行進曲

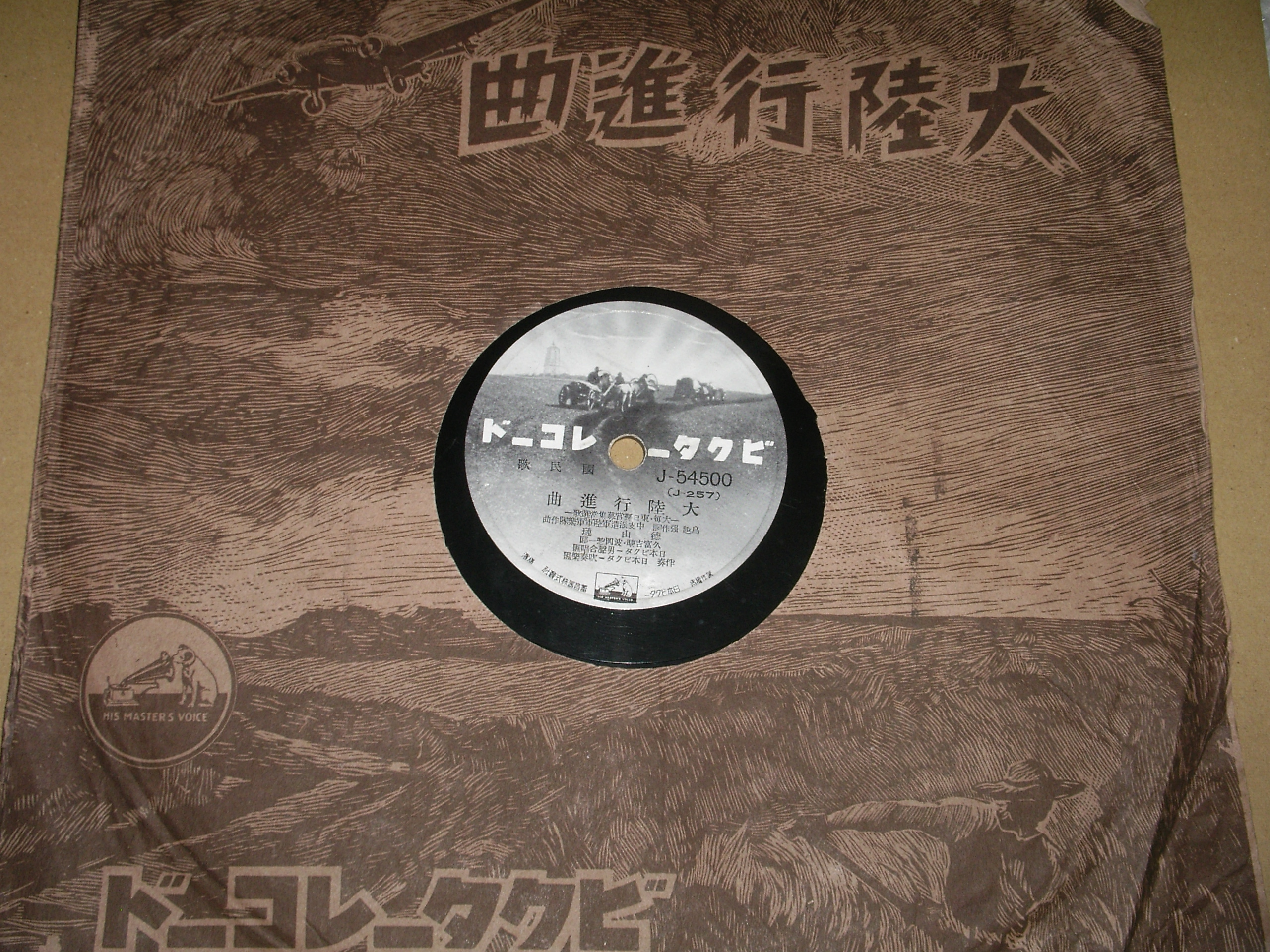
ジャケットとレーベル

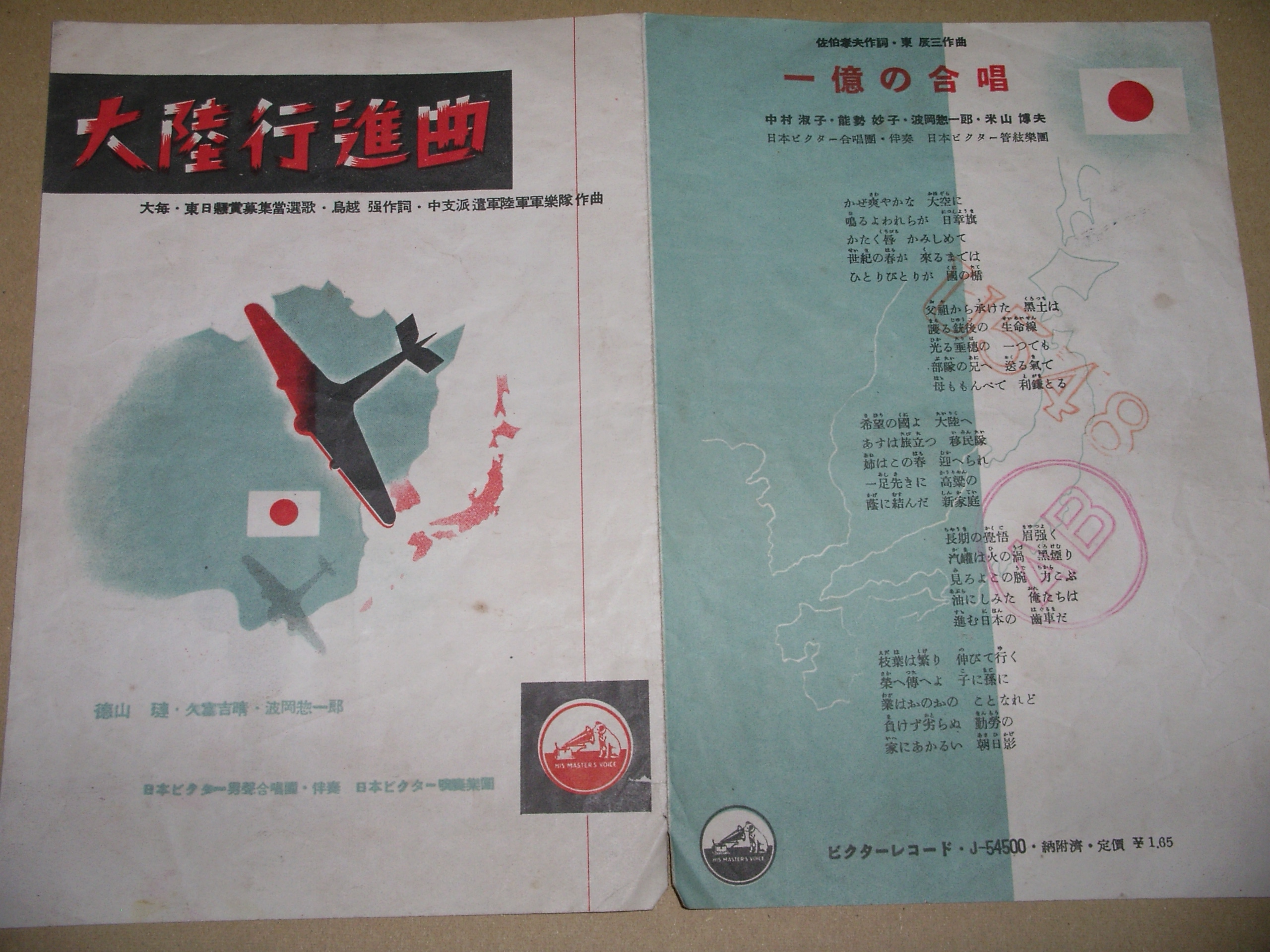
歌詞カード

大陸行進曲（たいりくこうしんきょく）は、1938年（昭和13年）11月、ビクターレコードから発売された軍歌である。旧レコード番号J-54500-A。

## レコード収録曲
|   | 曲名       | 作詞     | 作曲             | 編曲 | 歌                                       |
| - | ---------- | -------- | ---------------- | ---- | ---------------------------------------- |
| A | 大陸行進曲 | 鳥越強   | 中支派遣軍軍楽隊 |      | 徳山璉、久富吉晴、波岡惣一郎             |
| B | 一億の合唱 | 佐伯孝夫 | 東辰三           |      | 中村淑子、能勢妙子、波岡惣一郎、米山博夫 |

## 製作
1938年（昭和13年）、東京日日新聞、大阪毎日新聞は「大陸進出の大使命」をテーマにした作品を募集した。9月10日から30日に間に募集され応募数21000通の中から鳥越強の詞が選ばれ中支那派遣軍の軍楽隊が作曲した。ちょうど日本軍が武漢三鎮を攻略した頃の10月15日に発表された。
吹き込みにはビクターの人気歌手が動員された。神田今川橋のビクタースタジオではなく、赤坂溜池の三会堂ビル最上階講堂を使用している為に残響が豊かで立体的な音である。伴奏は日本ビクター吹奏楽団と表記されているが、間奏部分の金管楽器の演奏技量・関係者の遺品レコード（内藤清五と斉藤丑松）・藤原義江盤（1939年5月5日録音、7月5日発売、ビクター週間夏季傑作特輯盤）の伴奏と比較すると、海軍軍楽隊の隊員が主体の可能性が高い。
この歌の成立には、評論家の大宅壮一が関係しており、当時東京日日新聞の社友として南京に駐在していた彼は、この方面に展開していた中支那派遣軍軍楽隊に作曲を依頼し、完成した作品を東京の本社に送信するなどした。
政府は、「愛国行進曲」、「日の丸行進曲」と共に全国民必唱の三大愛国歌として強力な宣伝を行った。